# VM i fodbold 1986
VM i fodbold 1986 blev afholdt i Mexico mellem den 31. maj og 29. juni.
VM-titlen blev vundet af Argentina, der slog Vesttyskland 3-2 i finalen.
Danmark deltog for første gang nogensinde ved en VM-slutrunde, og vandt sin indledende pulje efter følgende resultater:
- Danmark – Skotland: 1-0
- Danmark – Uruguay: 6-1
- Danmark – Vesttyskland: 2-0

Danmark røg dog ud af turneringen efter 1/8-finalen, efter et smerteligt 5-1 nederlag til Spanien.

## Hold
Følgende 24 hold, opdelt efter konføderation, kvalificerede sig til slutrunden. Den forsvarende verdensmester, Italien, og værtslandet, Mexico, var automatisk kvalificerede til slutrunden og deltog derfor ikke i kvalifikationen.
| Europa (UEFA) - Belgien - Bulgarien - Danmark (første VM-slutrunde) - England - Frankrig - Italien (forsvarende mester) - Nordirland - Polen - Portugal - Skotland - Sovjetunionen - Spanien - Vesttyskland - Ungarn | Sydamerika (CONMEBOL) - Argentina - Brasilien - Paraguay - Uruguay Afrika (CAF) - Algeriet - Marokko Asien (AFC) - Irak (første VM-slutrunde) - Sydkorea Nord- og Mellemamerika samt Caribien (CONCACAF) - Canada (første VM-slutrunde) - Mexico (værtsland) |

Se også Kvalifikation til VM i fodbold 1986.

## Resultater

### Kvalifikation
Se Kvalifikation til VM i fodbold 1986.

### Indledende runde
De 24 hold blev inddelt i 6 grupper á 4 hold, der spillede alle mod alle. De to bedste hold fra hver gruppe samt de fire bedste treere gik videre til ottendedelsfinalerne.
| Dato  | Kamp                  | Res. | Sted        | Tilsk. |
| ----- | --------------------- | ---- | ----------- | ------ |
| 31.5. | Italien - Bulgarien   | 1-1  | Mexico City | 95.000 |
| 2.6.  | Argentina - Sydkorea  | 3-1  | Mexico City | 60.000 |
| 5.6.  | Italien - Argentina   | 1-1  | Puebla      | 32.000 |
| 5.6.  | Bulgarien - Sydkorea  | 1-1  | Mexico City | 45.000 |
| 10.6. | Sydkorea - Italien    | 2-3  | Puebla      | 20.000 |
| 10.6. | Argentina - Bulgarien | 2-0  | Mexico City | 65.000 |

| Gruppe A  | Kampe | Mål | Point |
| --------- | ----- | --- | ----- |
| Argentina | 3     | 6-2 | 5     |
| Italien   | 3     | 5-4 | 4     |
| Bulgarien | 3     | 2-4 | 2     |
| Sydkorea  | 3     | 4-7 | 1     |

| Dato  | Kamp               | Res. | Sted        | Tilsk   |
| ----- | ------------------ | ---- | ----------- | ------- |
| 3.6.  | Belgien - Mexico   | 1-2  | Mexico City | 110.000 |
| 4.6.  | Paraguay - Irak    | 1-0  | Toluca      | 24.000  |
| 7.6.  | Mexico - Paraguay  | 1-1  | Mexico City | 114.000 |
| 8.6.  | Irak - Belgien     | 1-2  | Toluca      | 20.000  |
| 11.6. | Paraguay - Belgien | 2-2  | Toluca      | 16.000  |
| 11.6. | Irak - Mexico      | 0-1  | Mexico City | 103.000 |

| Gruppe B | Kampe | Mål | Point |
| -------- | ----- | --- | ----- |
| Mexico   | 3     | 4-2 | 5     |
| Paraguay | 3     | 4-3 | 4     |
| Belgien  | 3     | 5-5 | 3     |
| Irak     | 3     | 1-4 | 0     |

| Dato | Kamp                     | Res. | Sted     | Tilsk. |
| ---- | ------------------------ | ---- | -------- | ------ |
| 1.6. | Canada - Frankrig        | 0-1  | León     | 36.000 |
| 2.6. | Sovjetunionen - Ungarn   | 6-0  | Irapuato | 16.500 |
| 5.6. | Frankrig - Sovjetunionen | 1-1  | León     | 36.500 |
| 6.6. | Ungarn - Canada          | 2-0  | Irapuato | 14.000 |
| 9.6. | Ungarn - Frankrig        | 0-3  | León     | 31.000 |
| 9.6. | Sovjetunionen - Canada   | 2-0  | Irapuato | 14.200 |

| Gruppe C      | Kampe | Mål | Point |
| ------------- | ----- | --- | ----- |
| Sovjetunionen | 3     | 9-1 | 5     |
| Frankrig      | 3     | 5-1 | 5     |
| Ungarn        | 3     | 2-9 | 2     |
| Canada        | 3     | 0-5 | 0     |

| Dato  | Kamp                   | Res. | Sted        | Tilsk. |
| ----- | ---------------------- | ---- | ----------- | ------ |
| 1.6.  | Spanien - Brasilien    | 0-1  | Guadalajara | 65.000 |
| 3.6.  | Algeriet - Nordirland  | 1-1  | Guadalajara | 22.000 |
| 6.6.  | Brasilien - Algeriet   | 1-0  | Guadalajara | 48.000 |
| 7.6.  | Nordirland - Spanien   | 1-2  | Guadalajara | 28.000 |
| 12.6. | Nordirland - Brasilien | 0-3  | Guadalajara | 51.000 |
| 12.6. | Algeriet - Spanien     | 0-3  | Monterrey   | 20.000 |

| Gruppe D   | Kampe | Mål | Point |
| ---------- | ----- | --- | ----- |
| Brasilien  | 3     | 5-0 | 6     |
| Spanien    | 3     | 5-2 | 4     |
| Nordirland | 3     | 2-6 | 1     |
| Algeriet   | 3     | 1-5 | 1     |

| Dato  | Kamp                    | Res. | Sted           | Tilsk. |
| ----- | ----------------------- | ---- | -------------- | ------ |
| 4.6.  | Uruguay - Vesttyskland  | 1-1  | Querétaro      | 30.000 |
| 4.6.  | Skotland - Danmark      | 0-1  | Nezahualcóyotl | 18.000 |
| 8.6.  | Vesttyskland - Skotland | 2-1  | Querétaro      | 30.000 |
| 8.6.  | Danmark - Uruguay       | 6-1  | Nezahualcóyotl | 26.000 |
| 13.6. | Danmark - Vesttyskland  | 2-0  | Querétaro      | 36.000 |
| 13.6. | Skotland - Uruguay      | 0-0  | Nezahualcóyotl | 20.000 |

| Gruppe E     | Kampe | Mål | Point |
| ------------ | ----- | --- | ----- |
| Danmark      | 3     | 9-1 | 6     |
| Vesttyskland | 3     | 3-4 | 3     |
| Uruguay      | 3     | 2-7 | 2     |
| Skotland     | 3     | 1-3 | 1     |

| Dato  | Kamp               | Res. | Sted        | Tilsk. |
| ----- | ------------------ | ---- | ----------- | ------ |
| 2.6.  | Marokko - Polen    | 0-0  | Monterrey   | 19.000 |
| 3.6.  | Portugal - England | 1-0  | Monterrey   | 23.000 |
| 6.6.  | England - Marokko  | 0-0  | Monterrey   | 20.000 |
| 7.6.  | Polen - Portugal   | 1-0  | Monterrey   | 20.000 |
| 11.6. | England - Polen    | 3-0  | Monterrey   | 23.000 |
| 11.6. | Portugal - Marokko | 1-3  | Guadalajara | 24.000 |

| Gruppe F | Kampe | Mål | Point |
| -------- | ----- | --- | ----- |
| Marokko  | 3     | 3-1 | 4     |
| England  | 3     | 3-1 | 3     |
| Polen    | 3     | 1-3 | 3     |
| Portugal | 3     | 2-4 | 2     |

### Slutspil
| Dato               | Kamp                                                      | Kamp         | Res.     | Sted        | Tilsk.  |
| ------------------ | --------------------------------------------------------- | ------------ | -------- | ----------- | ------- |
| Ottendedelsfinaler |                                                           |              |          |             |         |
| 15.6.              | Mexico                                                    | Bulgarien    | 2-0      | Mexico City | 114.000 |
| 15.6.              | Sovjetunionen                                             | Belgien      | 3-4 efs. | León        | 32.300  |
| 16.6.              | Brasilien                                                 | Polen        | 4-0      | Guadalajara | 45.000  |
| 16.6.              | Argentina                                                 | Uruguay      | 1-0      | Puebla      | 26.000  |
| 17.6.              | Italien                                                   | Frankrig     | 0-2      | Mexico City | 70.000  |
| 17.6.              | Marokko                                                   | Vesttyskland | 0-1      | Monterrey   | 19.000  |
| 18.6.              | England                                                   | Paraguay     | 3-0      | Mexico City | 99.000  |
| 18.6.              | Danmark                                                   | Spanien      | 1-5      | Querétaro   | 38.500  |
| Kvartfinaler       |                                                           |              |          |             |         |
| 21.6.              | Brasilien                                                 | Frankrig     | 1-1 efs. | Guadalajara | 65.000  |
|                    | Frankrig videre efter 4-3 i straffesparkskonkurrence.     |              |          |             |         |
| 21.6.              | Vesttyskland                                              | Mexico       | 0-0 efs. | Monterrey   | 44.000  |
|                    | Vesttyskland videre efter 4-1 i straffesparkskonkurrence. |              |          |             |         |
| 22.6.              | Argentina                                                 | England      | 2-1      | Mexico City | 115.000 |
| 22.6.              | Spanien                                                   | Belgien      | 1-1 efs. | Puebla      | 45.000  |
|                    | Belgien videre efter 5-4 i straffesparkskonkurrence.      |              |          |             |         |
| Semifinaler        |                                                           |              |          |             |         |
| 25.6.              | Frankrig                                                  | Vesttyskland | 0-2      | Guadalajara | 50.000  |
| 25.6.              | Argentina                                                 | Belgien      | 2-0      | Mexico City | 110.000 |
| Bronzekamp         |                                                           |              |          |             |         |
| 28.6.              | Frankrig                                                  | Belgien      | 4-2      | Puebla      | 21.000  |
| Finale             |                                                           |              |          |             |         |
| 29.6.              | Argentina                                                 | Vesttyskland | 3-2      | Mexico City | 114.600 |

- efs.: efter forlænget spilletid.

## Topscorere
| 6 mål - Gary Lineker 5 mål - Diego Maradona - Careca - Emilio Butragueño 4 mål - Jorge Valdano - Preben Elkjær Larsen - Alessandro Altobelli - Igor Belanov 3 mål - Jan Ceulemans - Nico Claesen - Jesper Olsen - Rudi Völler 2 mål - Jorge Burruchaga - Enzo Scifo - Josimar - Sócrates - Jean-Pierre Papin - Michel Platini - Yannick Stopyra - Klaus Allofs - Fernando Quirarte - Abderrazak Khairi - Roberto Cabañas - Julio César Romero - Ramón Calderé - Ivan Yaremchuk | 1 mål - Djamel Zidane - José Luis Brown - Pedro Pasculli - Oscar Ruggeri - Stéphane Demol - Erwin Vandenbergh - Franky Vercauteren - Daniel Veyt - Edinho - Plamen Getov - Nasko Sirakov - John Eriksen - Michael Laudrup - Søren Lerby - Peter Beardsley - Manuel Amoros - Luis Fernández - Jean-Marc Ferreri - Bernard Genghini - Dominique Rocheteau - Jean Tigana - Andreas Brehme - Lothar Matthäus - Karl-Heinz Rummenigge - Lajos Détári - Márton Esterházy - Ahmed Radhi - Luis Flores - Manuel Negrete - Hugo Sánchez - Raúl Servín - Abdelkrim Merry Krimau | - Colin Clarke - Norman Whiteside - Włodzimierz Smolarek - Carlos Manuel - Diamantino - Gordon Strachan - Choi Soon-Ho - Huh Jung-Moo - Kim Jong-Boo - Park Chang-Seon - Sergei Aleinikov - Oleg Blokhin - Vasiliy Rats - Sergey Rodionov - Pavel Yakovenko - Aleksandr Zavarov - Eloy - Andoni Goikoetxea - Julio Salinas - Juan Antonio Señor - Antonio Alzamendi - Enzo Francescoli Selvmål - Cho Kwang-Rae (for Italien) |

## Stadioner
| By                    | Stadion                        |
| --------------------- | ------------------------------ |
| Guadalajara           | Estadio Jalisco                |
| Guadalajara           | Estadio Tres de Marzo          |
| Irapuato              | Estadio Sergio León Chavez     |
| León                  | Estadio Nou Camp               |
| Mexico City           | Estadio Azteca                 |
| Mexico City           | Estadio Olímpico Universitario |
| Monterrey             | Estadio Tecnológico            |
| Monterrey             | Estadio Universitario          |
| Nezahualcóyotl        | Estadio Neza                   |
| Puebla                | Estadio Cuauhtémoc             |
| Santiago de Querétaro | Estadio La Corregidora         |
| Toluca                | Estadio Nemesio Díez           |